# Manuel Frías
Manuel Frías (Santiago del Estero, 26 de mayo de 1779 - Santos Lugares, 10 de mayo de 1842) fue un sacerdote que tuvo una participación política importante a lo largo de su vida en su provincia natal.

## Biografía
Manuel Frías nació en Santiago del Estero el 26 de mayo de 1779. Fue hijo de José de Frías y Suárez de Cantillana, alcalde de Santiago del Estero en 1817, y de Casilda de Araujo Ibáñez. Manuel se ordenó como sacerdote y fue vicario de la Catedral santiagueña en 1813. Firmó el acta de defunción de Juan Francisco Borges luego de ser fusilado en enero de 1817. Junto a sus hermanos y su familia, contribuyeron con sus bienes, mediante empréstitos, a apoyar la causa de la Independencia.
En abril de 1820, presidió la asamblea que produjo la declaración de autonomía de la Provincia de Santiago del Estero.
Fue perseguido durante el gobierno de Juan Felipe Ibarra y debió huir de su provincia natal junto a su hermano Felipe, también sacerdote. Ibarra los hizo detener y los envió al gobernador de Buenos Aires, Juan Manuel de Rosas. Él los hizo fusilar en Santos Lugares de Rosas, en lo que actualmente corresponde al partido de General San Martín, el 10 de mayo de 1842.